# Fuerza Popular
Fuerza Popular (FP), anteriormente denominada Fuerza 2011, es un partido político peruano de derecha a extrema derecha con presencia a nivel nacional. Fue fundado el 9 de marzo de 2010 por Keiko Fujimori, hija del fallecido ex presidente peruano Alberto Fujimori.

## Historia
Este partido político se formó en 2010 por la fusión de la coalición Alianza por el Futuro, conformada en 2005 a través de la unión de los partidos Cambio 90 Si Cumple Siempre Unidos y Nueva Mayoría, que fueron creados durante el gobierno de Alberto Fujimori.
Alianza por el Futuro se presentó en las elecciones generales del 2006; Martha Chávez fue elegida para presentarse a las presidenciales. No obstante, quedó en cuarto lugar con 7.44% de los votos emitidos. Por otro lado, logró tener representación parlamentaria con 13 asientos. Entre los candidatos electos estuvieron Cecilia Chacón, Ricardo Pando, Alejandro Aguinaga, Luisa María Cuculiza, Martha Hildebrandt, Rolando Souza, Renzo Reggiardo, Santiago Fujimori, Carlos Raffo, Martha Moyano, Oswaldo de la Cruz, Rolando Reátegui, incluyendo a Keiko Fujimori quien obtuvo la mayor votación en comparación con los otros candidatos.
El rol que tuvo Keiko como congresista fue moderado ya que mantuvo un diálogo con el APRA. Es decir, fue un soporte del gobierno de turno en varios procesos legislativos. En los años posteriores, su papel fue discreto ya que contó con períodos de licencia debido a su doble maternidad, viajes al extranjero debido a obligaciones representativas y para concluir sus estudios en el extranjero. Durante su presencia en el congreso, fue titular de las comisiones de Mujer y Desarrollo Social, Economía, Banca, Finanzas e Inteligencia Financiera, Comercio Exterior y Turismo, Presupuesto y Cuenta General de la República, y Vivienda y Construcción.
El 21 de septiembre de 2007 se da la extradición de Alberto Fujimori desde Chile después que la fiscal del Supremo Chileno, Mónica Maldonado, recomendó su extradición por los casos de violaciones de derechos humanos y delitos de corrupción durante su gobierno. Ese mismo año, en diciembre, se da en la sala del tribunal especial de la corte suprema en Lima el fallo en el caso del expresidente Alberto Fujimori. Se indica la culpabilidad del delito de usurpación de funciones en el allanamiento de la vivienda del exasesor presidencial Vladimiro Montesinos cuando sucedió el escándalo de los vladivideos. Frente a este hecho la corte dictaminó 6 años de cárcel.
En julio del 2008, el bloque fujimorista ayudó a la candidatura de Javier Velásquez Quesquén a la presidencia del congreso. En consecuencia, el grupo opositor indicó que esto fue debido a las flexibilidades que recibió el expresidente Fujimori en la cárcel. Ese mismo año, Keiko declaró sus intenciones de unir el fujimorismo en un solo partido.
En 2009, se le adicionó 25 años de cárcel por el asesinato de 25 personas en los acontecimientos masacres de Barrios Altos (1991) y la Cantuta (1992) durante la época del terrorismo. Dichos crímenes fueron perpetrados por la unidad paramilitar Grupo Colina. Por ende, la Corte Suprema sentenció que el autor mediato era el expresidente Fujimori. Ese mismo año, se le añadió siete años y seis meses más por las sentencias condenatorias durante su gobierno. Además, se dio la recolección de firmas para la inscripción del partido liderado por Keiko, denominado “Fuerza 2011” y su símbolo sería una letra K dentro de un círculo naranja en fondo negro. Así mismo, de acuerdo a la resolución N.º 036-2010-ROP/JNE el partido quedaba inscrito con 145 058 necesarias para la inscripción. Fue inscrito oficialmente el 9 de marzo de 2010. De esta manera, se conformó Fuerza 2011, la cual se presentó a las elecciones presidenciales, regionales y congresales. Keiko Fujimori fue seleccionada como la candidata presidencial. En el 2012, Keiko Fujimori anunció que el partido sería renombrado con el nombre Fuerza Popular.

## Ideología

Logo de Fuerza Popular desde su fundación (como Fuerza 2011) hasta el 2024.

Fuerza Popular es considerado un partido de derecha por medios nacionales e internacionales. El partido gira en torno a la doctrina política personalista del fujimorismo. Uno de los pilares de la organización es el conservadurismo social, mostrándose en contra del matrimonio igualitario y de la unión civil entre parejas homosexuales. El partido apoya al movimiento ultraconservador Con mis hijos no te metas, el cual se opone al enfoque de género en la educación y en otras áreas de la administración pública. El partido es además anticomunista, abiertamente defensora al trabajo de las Fuerzas Armadas  y detractora de la Convención Americana sobre Derechos Humanos.
Sin embargo, algunos de sus militantes se autoidentifican como de centroizquierda (Luz Salgado y Hernando Guerra García) o centroderecha (Keiko Fujimori). Martín Hidalgo de El Comercio describió a una facción del partido cercana al centrismo por tomar discursos más moderados mientras que señaló que existe otra facción cercana a la extrema derecha. Según Pedro Tenorio para El Comercio, por otra parte Fuerza Popular es visto abrazando ideas populistas al estar votando su bancada en el Congreso del Perú «por leyes peligrosas para la estabilidad económica».

## Alianzas
La primera alianza que se dio fue «Alianza Cajamarca Siempre Verde – Fuerza 2011» para las Elecciones Regionales y Municipales 2010 para el departamento de Cajamarca. La segunda alianza se llamó Fuerza Popular y se dio para las Elecciones Regionales y Municipales del 2014 para la región de Lambayeque. La tercera alianza se nombró «Alianza Hora Cero Fuerza Popular» para las Elecciones Regionales y Municipales 2014 para la región de Ancash. La cuarta alianza se denominó Alianza Siempre Adelante – Fuerza 2011 para la región de Lambayeque en el ámbito regional, no se precisa el proceso. La quinta alianza, Alianza Pueblo en Acción- Fuerza 2011 se dio para la región de Cusco, al igual que la anterior se dio a nivel regional, no se precisa el proceso.
| Movimiento Regional | Movimiento Regional     | Alianza electoral                             | Circunscripción | Elecciones |
| ------------------- | ----------------------- | --------------------------------------------- | --------------- | ---------- |
|                     | Cajamarca Siempre Verde | Alianza Cajamarca Siempre Verde – Fuerza 2011 | Cajamarca       | 2010       |
|                     | Hora Cero               | Alianza Hora Cero Fuerza Popular              | Áncash          | 2014       |

## Participación electoral

### Elecciones regionales y municipales de 2010
En el proceso de Consejero Regional participó en 79 circunscripciones de las 199 que fueron convocadas. En este proceso, el partido solo logró obtener 5 autoridad electas. Los candidatos electos fueron Elemdiana León de la región de Ancash provincia de Ocros, Carlos Oliva de la región de Ica de la provincia de Ica, entre otros candidatos. En el proceso Municipal Distrital, participó en 458 circunscripciones de 1639 que se convocaron. Así mismo, obtuvo mayor votación en 52 circunscripciones. De este proceso obtuvo 315 autoridades electas. En el proceso electoral Municipal Provincial participó en 690 circunscripciones de 195 que fueron convocadas. En estas elecciones logró obtener 50 autoridades electas. En cuanto al proceso Regional participó en 10 de las 25 circunscripciones, en este proceso electoral no obtuvo ninguna autoridad electa. Participó en la segunda vuelta de las Elecciones Regionales 2010, donde participó en una circunscripción de las 10 convocadas. No obstante, no logra conseguir ninguna autoridad electa
Alcaldes Provinciales electos por Fuerza 2011
| Región     | Provincia   | Alcalde                |
| ---------- | ----------- | ---------------------- |
| Junín      | Chanchamayo | Hung Won Jung          |
| Junín      | Satipo      | César Merea Tello      |
| Pasco      | Oxapampa    | Ángel Flores Sarmiento |
| San Martín | El Dorado   | Augusty Mera Alvarado  |
| San Martín | Picota      | Ronaldo García Mori    |

### Elección presidencial de 2011

#### Primera vuelta
En las elecciones del 2011 en primera vuelta se presentaron 11 partidos, los cuales fueron los siguientes: Gana Perú con Ollanta Humala, Fuerza 2011 con Keiko Fujimori, Alianza por el Gran Cambio con Pedro Pablo Kuczynski, Perú Posible con Alejandro Toledo, Alianza Solidaridad Nacional con Luis Castañeda Lossio, Fonavistas del Perú con José Ñique de la Puente, entre otros partidos.
En el Plan de Gobierno de Fuerza 2011, su plan se basaba en cuatro ideas principales. El primero era eliminar la pobreza extrema; el segundo fue crear un gobierno más eficiente. El tercero, derrotar la delincuencia y el terrorismo. El cuarto y el último, la promoción del empleo. En otras palabras, sus ejes principales eran pobreza, seguridad, reforma del estado y empleo.
Por otro lado, durante su campaña, Keiko indicó que si fuera presidente le daría el indulto a su padre Alberto. En 2011, la plancha presidencia del partido estuvo conformada por Keiko Fujimori Higuchi como candidata a la presidencia a la república, Rafael Rey Rey como candidato a la vicepresidencia y Jaime Yoshiyama Tanaka como segundo vicepresidente
| Candidatos     | Candidatos          | Candidatos          |
| Presidencia    | 1.º Vicepresidencia | 2.º Vicepresidencia |
| -------------- | ------------------- | ------------------- |
| Keiko Fujimori | Rafael Rey Rey      | Jaime Yoshiyama     |

Los resultados de la primera vuelta los ganó Gana Perú con Ollanta Humala con un 31,720%, Fuerza 2011 le sigue con un 23,556%, Alianza por el Gran Cambio 18,524%, Perú Posible obtuvo 15,64% y por último Alianza Solidaridad Nacional con 9,83%. Es decir, tanto el partido de Ollanta Humala como el de Keiko Fujimori pasaron a segunda vuelta. 

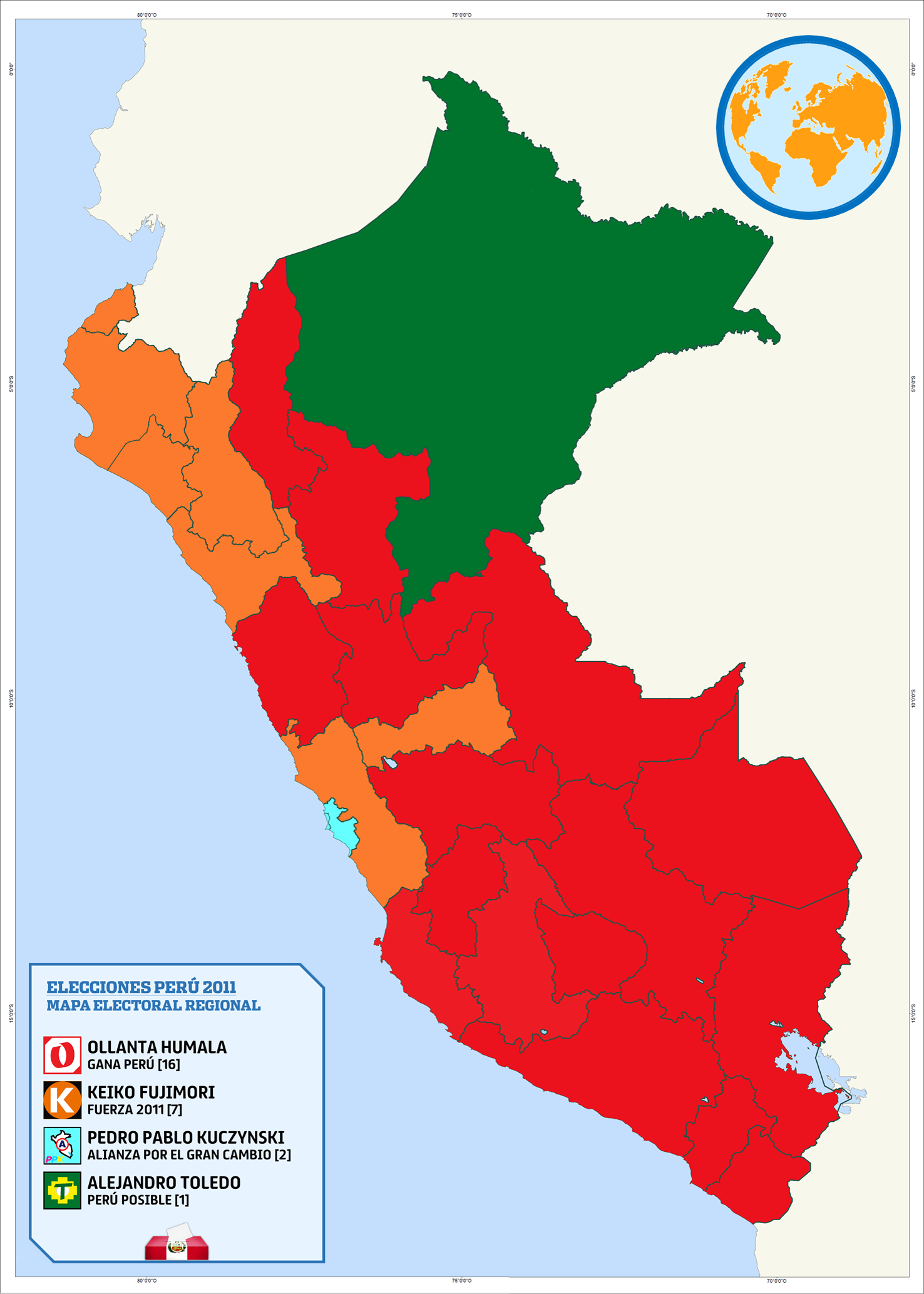
Partidos políticos más votados en 2011 por región, La votación por Fuerza Popular tuvo más apoyo en el norte del país

Keiko Fujimori ganó en seis departamentos: La Libertad, Lambayeque, Tumbes, Piura, Cajamarca y Junín. No obstante, si bien no ganó en otras regiones, si contó con un gran respaldo popular, esto se pudo apreciar en departamentos como Amazonas y San Martín ya que contó con un más de 30% de votos válidos. Sin embargo, no contó con mucho respaldo en los departamentos ubicados en el sur del país.

Bancadas parlamentarias del 2011, Fuerza Popular fue la segunda agrupación parlamentaria con más votos (37 de 130 parlamentarios).

Bancadas parlamentarias del 2021, Fuerza Popular fue la segunda agrupación parlamentaria con más votos (24 de 130 parlamentarios).

En las elecciones parlamentarias obtuvo 37 de 130 escaños. Los congresistas que contaron con mayor presencia en el electorado fueron Kenji Fujimori y María Cuculiza por el departamento de Lima, entre otros.
En cuanto a las elecciones para el parlamento andino, Fuerza 2011 contó con un respaldo de 23,21% y quedó en el segundo lugar. Obteniendo un escaño de cinco escaños. Su representante fue Rafael Rey Rey
| Candidatos electos           | Votos   |
| ---------------------------- | ------- |
| Rafael Rey Rey               | 472,901 |
|                              |         |
| Candidatos Suplentes electos | Votos   |
| Franko Sáenz Carrasco        | 184,915 |
| Jorge Luis Silva Dávila      | 138,705 |

#### Segunda vuelta
La segunda vuelta de las elecciones presidenciales de 2011 se desarrollaron en un contexto en donde ambos candidatos eran considerados como males; por ende, muchos artículos hacían referencia a esta elección a que se “debería optar por el mal menor”. Ambos candidatos contaron con diversos personajes públicos que le brindaron su apoyo. En el caso de Ollanta Humala, contó con la presencia del Premio Nobel de Literatura Mario Vargas Llosa se refirió «al izquierdista Humala como un "gran peligro" para el país porque sus políticas intervencionistas podían dañar el comercio y las inversiones, pero dejó animadversión por el fujimorismo al advertir con el "escenario catastrófico" que supondría la presidencia de Keiko» En otras palabras, Vargas Llosa expresó su apoyo a Ollanta Humala. También contó con el apoyo público de Alejandro Toledo, excandidato por Perú Posible, Pedro Pablo Kuczynski, excandidato por el Partido Peruanos por el Kambio, Castañeda Lossio por la Alianza Solidaridad Nacional y Juliana Reymer por el Partido Fuerza Nacional. Como se puede observar ambos candidatos que pasaron a la segunda vuelta contaron con diversos tipos de apoyo.
El 29 de mayo, se dio un debate por motivo de la segunda elección, en el cual Ollanta Humala intentó vincular a Keiko con los crímenes de su padre como las campañas de esterilizaciones forzadas hacia mujeres que afectó en mayor parte a mujeres indígenas de sectores de la sierra sur. Por otro lado, Keiko se refirió al cambio repentino de su plan económico
El 5 de junio, Ollanta Humala ganó las elecciones con el 51.45% de los votos, mientras Keiko obtuvo un 48.55%.

### Elecciones municipales de 2013
Fuerza Popular participó en 1 circunscripción de 68 que fueron convocadas. En dicho proceso electoral obtuvo cinco autoridades electas, las cuales fueron del departamento de San Martín, específicamente del distrito Shatoja de la provincia El Dorado.

### Elecciones regionales y municipales de 2014
Para el proceso de Consejero Regional, el partido participó en 125 de 199 circunscripciones. De dicho proceso, obtuvo 11 autoridades electas. En la segunda vuelta, participó en una de dos circunscripciones convocadas; sin embargo, no logró ninguna autoridad electa. En el proceso municipal-distrital participó en 716 de 1647 de las circunscripciones convocadas. Este proceso tuvo como resultado 474 autoridades electas por el partido. Por otro lado, en el proceso municipal-provincial participó en 104 de 195 circunscripciones convocadas, que trajo como resultado 68 autoridades electas. En el proceso regional, participó en 16 de 25 circunscripciones convocadas, si bien obtuvo la mayoría en dos circunscripciones no alcanzó ninguna autoridad electa. En la segunda vuelta, participó en 3 de 14 circunscripciones convocadas en este proceso logró obtener 6 autoridades electas.

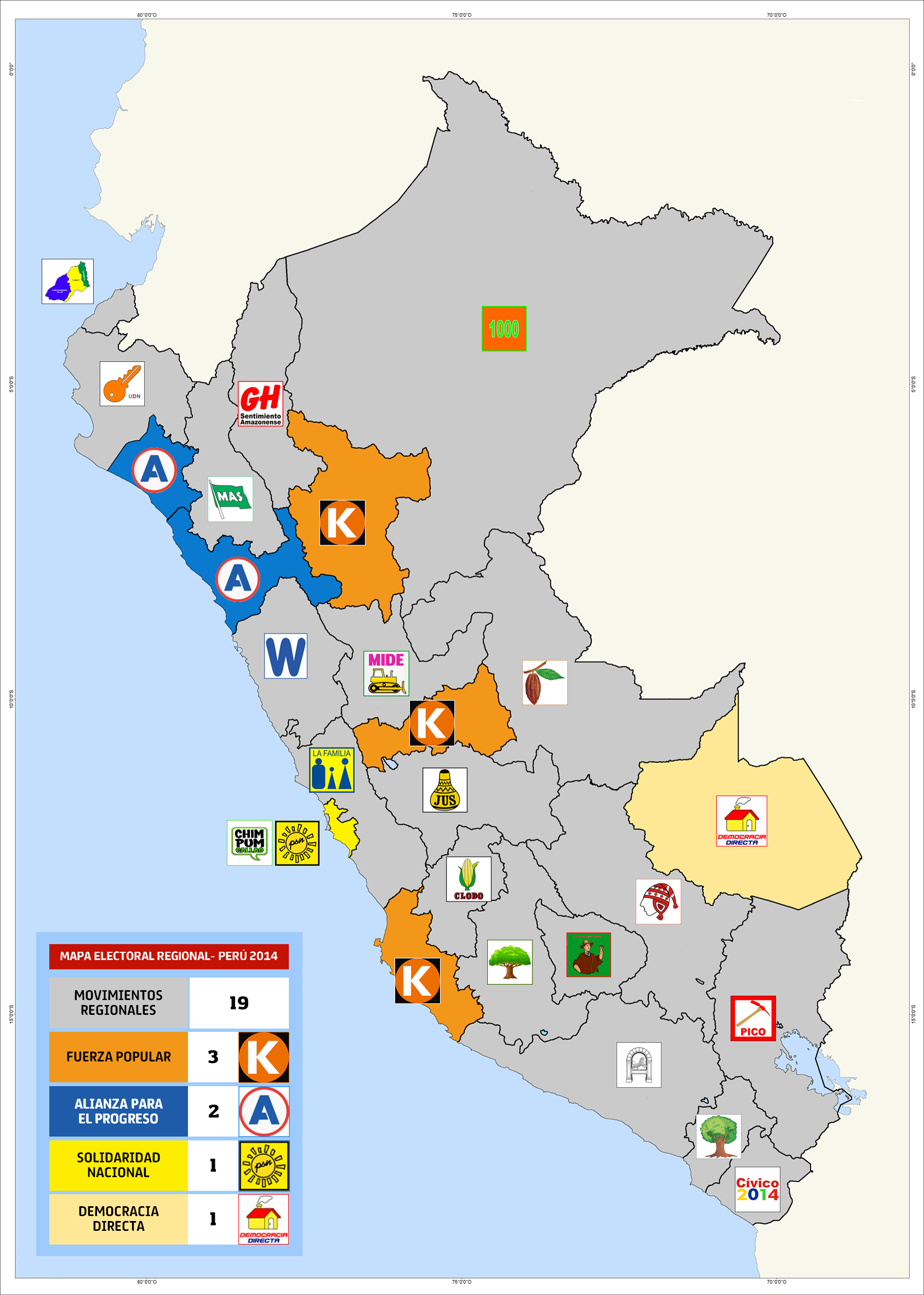
Resultados Electorales en los Gobiernos Regionales, Fuerza Popular obtuvo Gobernadores Regionales en los departamentos de Ica, Pasco, San Martín.

Gobernadores Regionales electos por Fuerza Popular
| Región     | Gobernador Regional     |
| ---------- | ----------------------- |
| Ica        | Fernando Cillóniz       |
| Pasco      | Teódulo Quispe Huertas  |
| San Martín | Víctor Noriega Reátegui |

Alcaldes Provinciales electos por Fuerza Popular
| Región     | Provincia   | Alcalde                |
| ---------- | ----------- | ---------------------- |
| Cajamarca  | Cajamarca   | Manuel Becerra Vilchez |
| Cajamarca  | Contumazá   | Wildor Rodríguez Díaz  |
| Junín      | Chanchamayo | Hung Won Jung          |
| San Martín | Picota      | Ronaldo García Mori    |

### Elecciones municipales complementarias de 2015
A nivel municipal-distrital, participó en 7 de las 29 circunscripciones convocadas. En donde obtuvo como resultado 12 autoridades electas. En el ámbito Municipal Provincial participó en una de dos circunscripciones que fueron convocadas en dicho proceso no logró obtener ninguna autoridad electa.

### Elecciones municipales de 2015
En el proceso electoral a nivel distrital, participó en 1 de las 9 circunscripciones convocadas. No obstante, en dicho proceso no logró obtener ninguna autoridad electa.

### Elección presidencial de 2016

#### Primera vuelta
Para las elecciones presidenciales participaron 14 partidos, entre ellos Fuerza Popular bajo la candidatura de Keiko, Peruanos Por el Kambio con Pedro Pablo Kuczynski, el Frente Amplio por Justicia, Vida y Libertad con Verónika Mendoza, Acción Popular con Alfredo Barnechea, Alianza Popular (Coalición formada por el Partido Aprista Peruano y el Partido Popular Cristiano) con el expresidente Alan García, Democracia Directa con Gregorio Santos, entre otros partidos.
El 10 de enero de 2016, el partido inscribió su candidatura ante el Jurado Nacional de Elecciones de Lima Centro. Su plan de gobierno para el período 2016-2021 contaba con propuestas reformistas. Además, realzaba las reformas positivas que se dio durante el gobierno de su padre. Por otro lado, su primera propuesta se enfocaba en la protección de los derechos humanos y una reforma en el sistema de justicia. La segunda propuesta ponía enfoque en el acceso de los servicios públicos y seguridad ciudadana. La tercera propuesta se enfocaba en el aspecto económico. El cuarto punto se refirió al aspecto de la explotación industrial de los recursos naturales, el turismo. De otro lado, durante la campaña de Fujimori se pudo observar un alejamiento con su padre Alberto; así mismo, descarta realizarle algún indulto.
| Candidatos     | Candidatos             | Candidatos                    |
| Presidencia    | 1.º Vicepresidencia    | 2.º Vicepresidencia           |
| -------------- | ---------------------- | ----------------------------- |
| Keiko Fujimori | José Chlimper Ackerman | Vladimiro Huaroc Portocarrero |

La primera vuelta de las elecciones tuvo lugar con Fuerza Popular a la cabeza con un 39,9% de votos, Peruanos por el Kambio con el 21,1%, Frente Amplio con un 18,7%, Acción Popular con un 7.0% y Alianza Popular con 5.83%, entre otros partidos que obtuvieron resultados menores al 5%. Fuerza Popular y Peruanos por el Kambio pasaron a la segunda vuelta.

Bancadas parlamentarias del 2016, Fuerza Popular fue la principal agrupación parlamentaria con más votos (73 de 130 parlamentarios).

En las elecciones congresales obtuvo 73 escaños de los 130 disponibles. Entre los candidatos más elegidos estuvieron Kenji Fujimori, Cecilia Chacón, Yeni Vilcatoma y Luz Salgado.
Por otro lado, en las elecciones por el parlamento andino, los tres escaños en contienda fueron ganados por Fuerza Popular. Los candidatos electos fueron Víctor Sousa, Mario Zúñiga y Jorge Luis Romero. 
| Candidatos electos             | Votos   |
| ------------------------------ | ------- |
| Rolando Sousa Huanambal        | 407,811 |
| Mario Zúñiga Martínez          | 290,559 |
| Jorge Romero Castro            | 203,676 |
|                                |         |
| Candidatos Suplentes electos   | Votos   |
| Luis Alfonzo Sardi Coral       | 95,481  |
| Manuel Jesús Zambrano Castillo | 30,870  |
| Ricardo Frenando Nieto Frías   | 90,083  |
| Yanina Ruth Chura Colque       | 30,550  |
| William René Vega Mamani       | 31,353  |
| Óscar Ponce de León Rivera     | 29,852  |

#### Segunda vuelta
Entre el período de la primera a la segunda vuelta se da un enfrentamiento de palabras entre Keiko y Kuczynski. El debate presidencial de segunda vuelta se vio envuelto de fuerte declaraciones. Por ejemplo, Keiko reclamó: «Dice que se construirán cinco cárceles arriba a los 4000 m.s.n.m. Es difícil creerle cuando puso a Mercedes Aráoz en su equipo y ella se negó a esos aumentos». Ella atacó a Aráoz, quien postulaba a la vicepresidencia. Además, añadió «¿Cómo confiar en su grupo político si cuando fue ministra de economía se negó al aumento de sueldo de policías y Fuerzas Armadas» por lo que Kuczynski le respondió «A mí me encarcelaron y me fui del país con el gobierno militar. Yo le preguntaría ¿cómo explicaría usted que un almacén del cual su hermano es socio, se haya encontrado drogas? ¿Cómo es que firmó un acuerdo con un grupo de construcción civil que es conocido por extorsión?». Se habló de una disyuntiva entre los hermanos Fujimori, Kenji y Keiko. 
Un ejemplo de ello fue que Kenji indicó que planteaba postularse a las siguientes elecciones, pese a que la candidata Keiko descartó cualquier riesgo de militarismo o monopolización de poder
El resultado de la segunda vuelta dio como ganador a Pedro Pablo Kuczynski con el 50,12% de los votos, mientras Keiko obtuvo un 49,88% de los votos válidos.

### Elecciones regionales y municipales de 2018
Para el proceso de Consejero Regional, el partido participó en 100 de 201 circunscripciones, sin embargo no obtuvo ninguna autoridad electa. En el proceso Municipal Distrital, participó en 498 circunscripciones de 1 678 que se convocaron,  así mismo, obtuvo 46 circunscripciones. En el proceso electoral Municipal Provincial participó en 80 circunscripciones de 196 que fueron convocadas, logrando obtener 3 autoridades electas, una en Lima Provincias y 2 en la Libertad. En cuanto al proceso Regional participó en 15 de las 25 circunscripciones, en este proceso electoral no obtuvo ninguna autoridad electa.
Alcaldes Provinciales electos por Fuerza Popular
| Región      | Provincia       | Alcalde                  |
| ----------- | --------------- | ------------------------ |
| La Libertad | Bolívar         | Odar Sánchez Peche       |
| La Libertad | Sánchez Carrión | Benito Contreras Morales |
| Lima        | Yauyos          | Elva Dionisio Inga       |

### Elecciones parlamentarias Extraordinarias del 2020
Luego de la Disolución del Congreso el 30 de septiembre de 2019 dado por el presidente Martín Vizcarra, se convocó a nuevas elecciones extraordinarias para elegir al nuevo parlamento.

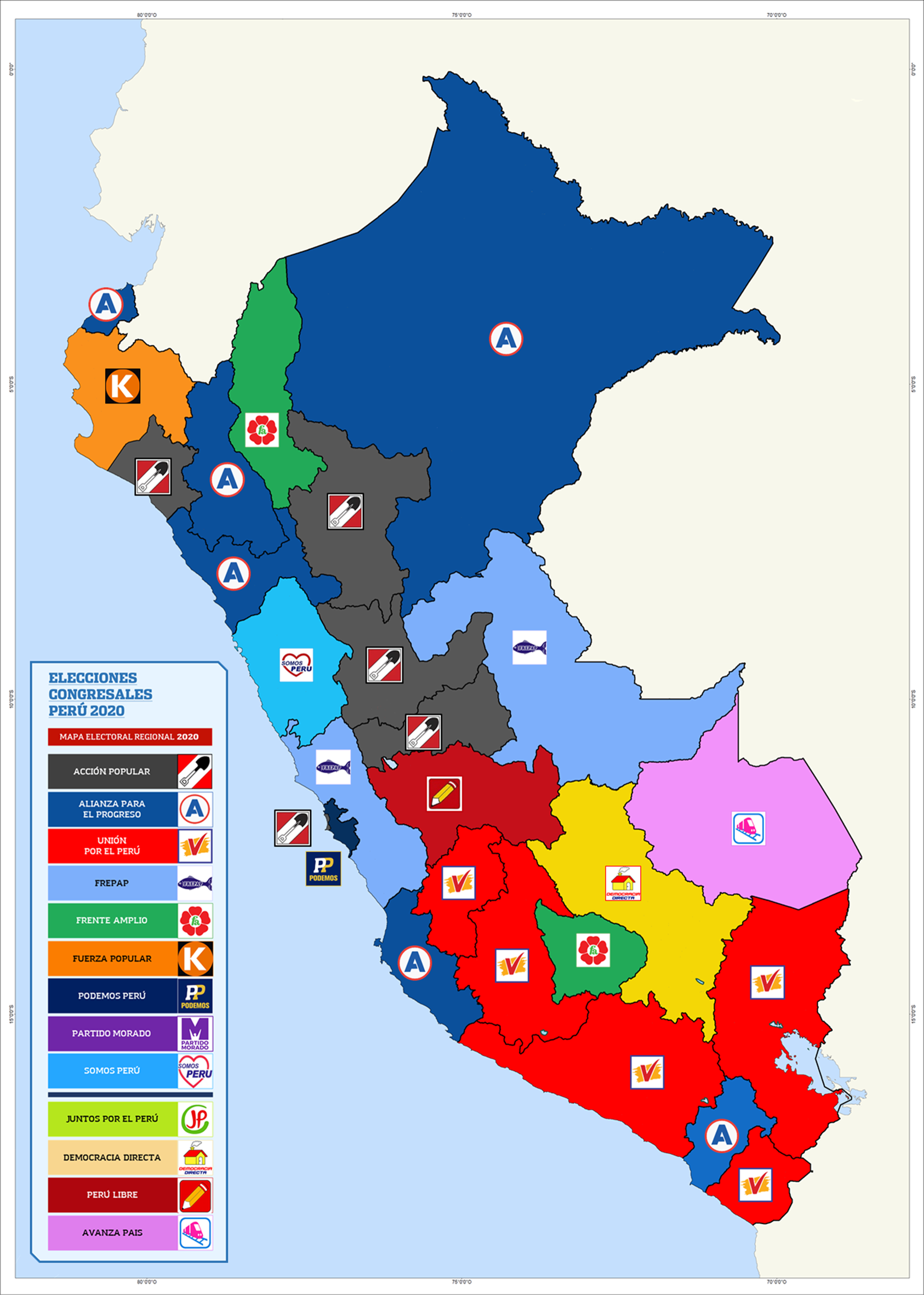
Partidos políticos más votados en las elecciones extraordinarias del 2020, Fuerza Popular obtuvo mayor votación en el departamento de Piura

Las elecciones se se llevaron a cabo el domingo 26 de enero de 2020, donde participaron 21 partidos políticos, entre ellos se encontraban la mayoría de partidos que participaron en las elecciones del 2016, a excepción del partido Peruanos por el Kambio que cambio de nombre a Contigo.

Bancadas parlamentarias del 2020, Fuerza Popular fue la sexta agrupación parlamentaria con más votos (15 de 130 parlamentarios).

En estas elecciones extraordinarias obtuvo 15 de 130 escaños, quedando en sexto lugar en el voto popular. Los candidatos más elegidos fueron Martha Chávez, Diethell Columbus, Carolina Valer, Lizana Santos y Carlos Mesía Ramírez.

### Elección presidencial de 2021

#### Primera vuelta
En estas elecciones presidenciales participaron 18 partidos, entre ellos se encuentran: Fuerza Popular bajo la candidatura de Keiko Fujimori, Avanza País con Hernando de Soto, Acción Popular con Yonhy Lescano, Alianza para el Progreso con César Acuña, Juntos por el Perú con Verónica Mendoza, el Partido Morado con Julio Guzmán, Renovación Popular con Rafael López Aliaga, Perú Libre con Pedro Castillo, entre otros partidos.
Su plan de gobierno para el período 2021-2026 contaba con reformar la constitución. Además, realzaba las reformas positivas que se dio durante el gobierno de su padre. Sus propuestas se basa en la reactivación económica, generación del empleo, emprendimiento, mejorar la seguridad y sectores productivos, así como salud, innovación e investigación científica. De otro lado, durante la campaña de Fujimori se pudo observar un alejamiento con su padre Alberto; así mismo, descarta realizarle algún indulto.
| Candidatos     | Candidatos             | Candidatos               |
| Presidencia    | 1.º Vicepresidencia    | 2.º Vicepresidencia      |
| -------------- | ---------------------- | ------------------------ |
| Keiko Fujimori | Luis Galarreta Velarde | Patricia Juárez Gallegos |

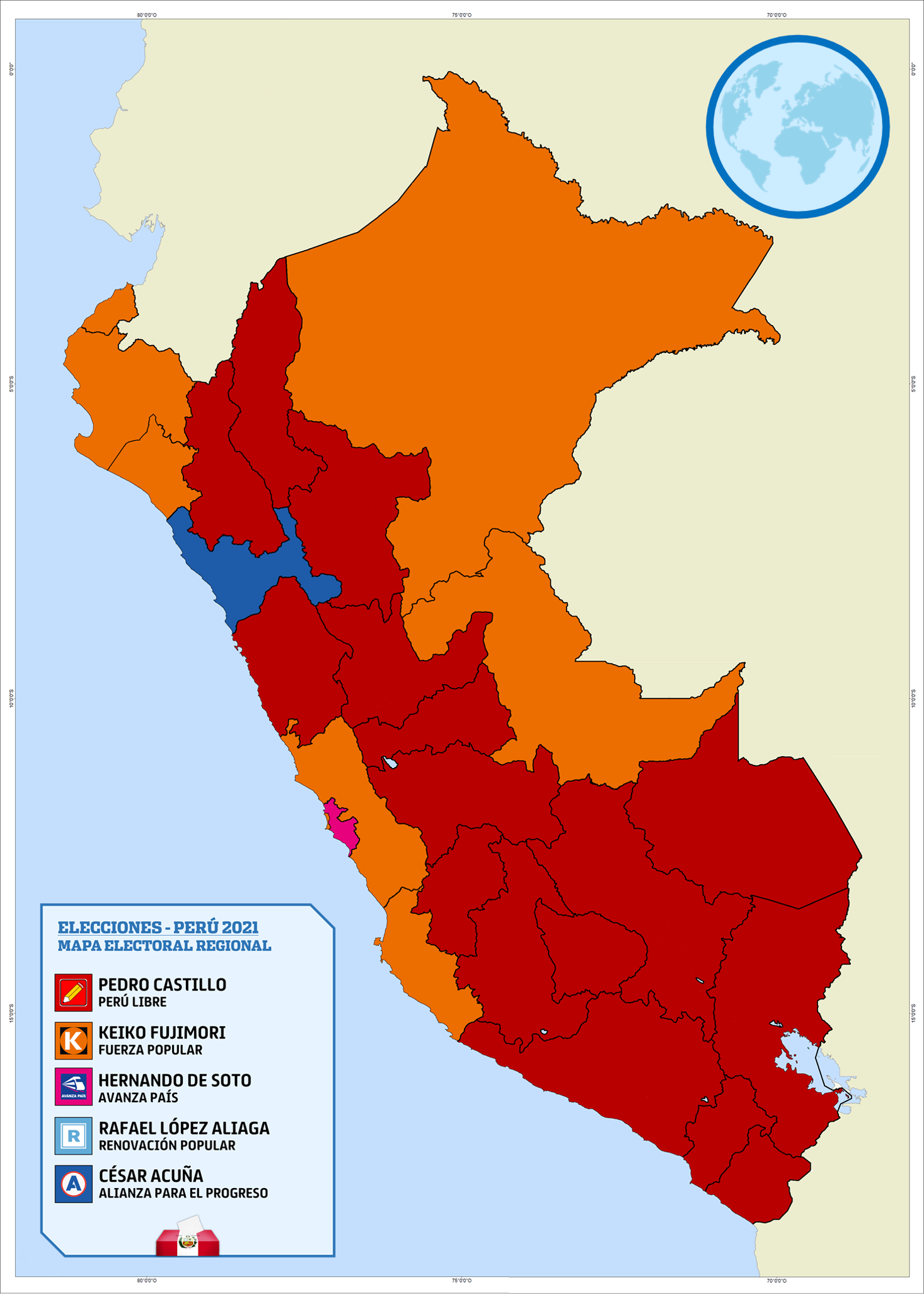
Partidos políticos más votados en 2021 por región, La votación por Fuerza Popular tuvo más apoyo en el norte y centro del país

La primera vuelta ganó Perú Libre con Pedro Castillo con un 18,92% de votos, seguido de Fuerza Popular con el 13,41%, Renovación Popular con 11,75%, Avanza País con 11,63%, Acción Popular con 9,07%, Juntos por el Perú con 7,86%, Alianza para el Progreso con 6,02%, entre otros partidos que obtuvieron resultados menores al 6%. Lo cual quiere decir que Perú Libre y Fuerza Popular pasaron a la segunda vuelta.
En las elecciones parlamentarias obtuvo 24 de 130 escaños. Los candidatos más elegidos fueron Hernando Guerra García, Patricia Juárez, Ernesto Bustamante, Martha Moyano y Rosangella Barbarán.
En las elecciones por el parlamento andino contó con un escaño, quedando en segundo lugar, su representante fue Luis Galarreta.
| Candidatos electos           | Votos   |
| ---------------------------- | ------- |
| Luis Galarreta Velarde       | 113,692 |
|                              |         |
| Candidatos Suplentes electos | Votos   |
| Anakaren Aguilar Terrones    | 83,351  |
| Jaime Sobero Taira           | 38,610  |

#### Segunda vuelta
En esta segunda vuelta de las elecciones presidenciales del 2021, se acusó que hubo fraude electoral, y que ambos candidatos eran considerados como males; por ende, muchos artículos hacían referencia a esta elección a que se “debería optar por el mal menor”. Ambos candidatos contaron con diversos personajes públicos que le brindaron su apoyo. 
En el caso de Pedro Castillo, se acusó que el Partido de Perú Libre esta vinculado con una ideología Chavista, y que pondria en peligro a la economía del país, Pedro Castillo tuvo apoyo de los partidos de izquierda, como Juntos por el Perú liderado por Veronika Mendoza, Democracia Directa liderado por Andrés Alcantara, Unión por el Perú liderado por José Vega, entre otros. Por otra parte Keiko tuvo apoyo de los partidos de derecha como Renovación Popular liderado por Rafael López Aliaga, Avanza País liderado por Hernando de Soto, Alianza Para el Progreso liderado por César Acuña, El Partido Popular Cristiano liderado por la excandidata Lourdes Flores, El partido Aprista liderado por Nidia Vilches, entre otros. Ambos candidatos que pasaron a la segunda vuelta contaron con diversos tipos de apoyo. 
El 6 de junio, Pedro Castillo ganó las elecciones con el 50,13% de los votos, mientras Keiko obtuvo un 49,87%.

### Elecciones regionales y municipales de 2022
En el proceso Municipal Distrital, participó en 125 circunscripciones de 1639 que se convocaron, Así mismo, obtuvo 3 circunscripciones, 2 en La Libertad, siendo los distritos de Magdalena de Cao y Guadalupe, y uno en el Departamento de Lima siendo el distrito de Lunahuaná. En el proceso electoral Municipal Provincial participó en 85 circunscripciones de 195 que fueron convocadas, sin embargo, no logró ninguna autoridad. En cuanto al proceso Regional participó en 10 de las 25 circunscripciones, en este proceso electoral no obtuvo ninguna autoridad electa. En cuanto al consejero regional participó en 76 circunscripciones 201, obteniendo solo 1 resultado en Lambayeque, teniendo así el peor resultado de su historia.
Alcaldes Distritales electos por Fuerza Popular
| Región      | Provincia | Distrito         | Alcalde                        |
| ----------- | --------- | ---------------- | ------------------------------ |
| La Libertad | Ascope    | Magdalena de Cao | Baltasar Edgar Galarreta López |
| La Libertad | Pacasmayo | Guadalupe        | Juan Castañeda Llanos          |
| Lima        | Cañete    | Lunahuaná        | Luis Alberto Conislla Jara     |

## Participación en las coyunturas
A principios de año y con la nueva Ley de Partidos Políticos se dieron cambios en la reglamentación. Es por ello que la ONPE contempló una sanción a Fuerza Popular por el Caso Cóctel, en el cual el partido realizó lavado de dinero por un valor de S/4,6 millones en 6 cócteles. De acuerdo a Luis Barboza, «de encontrar inconsistencias, el caso pasaría a la comisión de infracciones de la identidad, donde eventualmente podrían imponer una sanción al partido que lidera la candidata presidencial». Por otro lado, el Jurado Nacional de Elecciones indicó la exclusión de Vladimiro Huaroc debido a que entregó víveres y agua en la Satipo, lo cual está prohibido en el artículo 42 de la ley de partidos vigente.

## Controversias
La DEA (agencia estadounidense antinarcóticos) y la Dirandro (policía antidrogas peruana) acusan a uno de los principales líder del partido y alcalde de Tocache, David Bazán Arévalo, por antecedentes de narcotráfico. Estas pesquisas se suman a las acusaciones por red de lavado de dinero que incluye al congresista fujimorista Joaquín Ramírez Gamarra.

### Caso Keiko Fujimori y Fuerza Popular

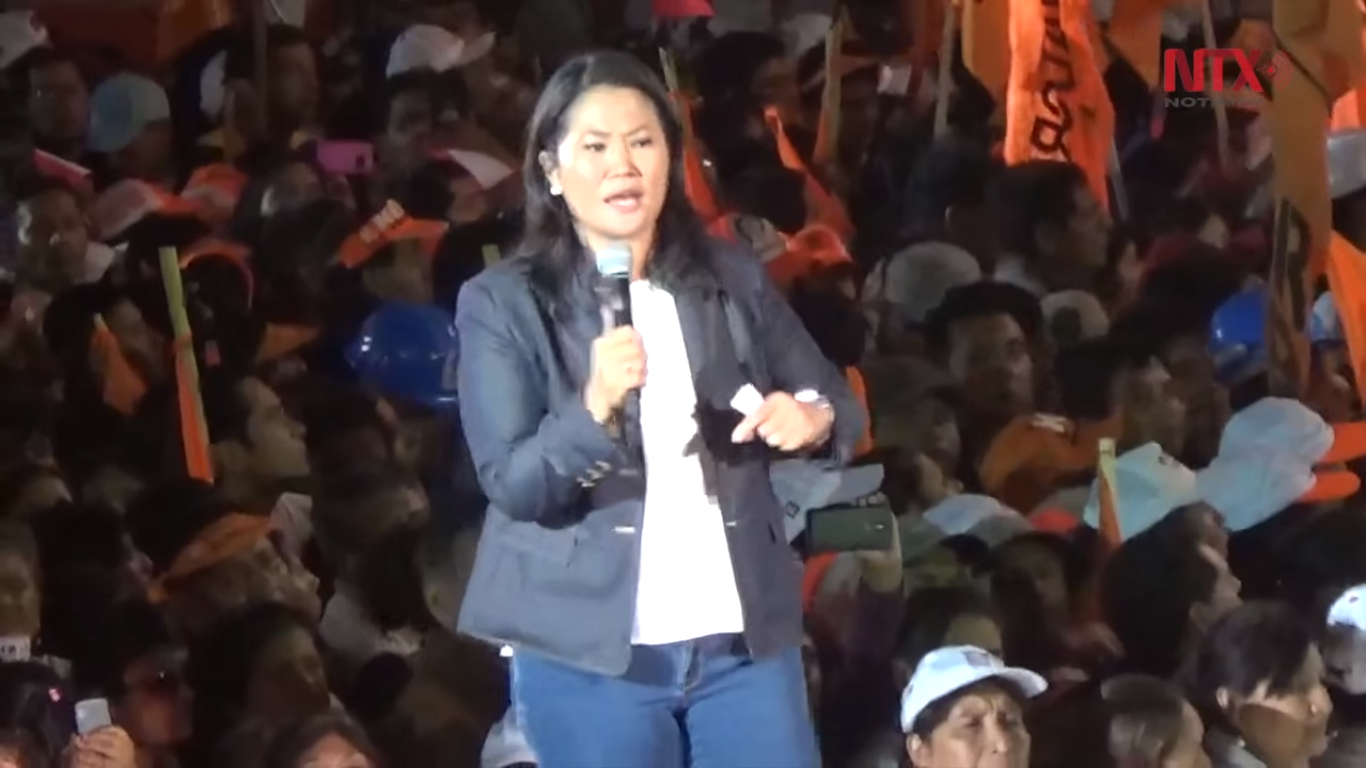
Keiko Fujimori en su campaña para las Elecciones generales de Perú de 2016 por el partido Fuerza Popular.

Ya desde dos años antes del estallido del escándalo Odebrecht, Fuerza Popular se hallaba en investigación por el tema del financiamiento de su campaña electoral previa a las elecciones del 2011 cuando participó con el nombre de Fuerza 2011. Una parte del millonario financiamiento de la campaña había sido sustentado ante la ONPE con supuestos aportes voluntarios de numerosos simpatizantes, a través de la realización de cócteles y rifas.
En octubre de 2015, un estudiante de Derecho, David Apaza Enríquez, al constatar que las cuentas entregadas por Fuerza Popular a la ONPE no cuadraban, presentó ante la Fiscalía la primera denuncia contra dicho partido, bajo la tesis de que el financiamiento de la campaña electoral del 2011 se había hecho en realidad con dinero ilícito («aportes fantasmas») y por lo tanto se trataría de un caso de lavado de activos. La Fiscalía abrió investigación el 2 de noviembre de 2015. Fue el inicio del llamado Caso Cócteles.
Surgieron otras denuncias contra Fuerza Popular, todas bajo la presunción de lavado de activos. También surgieron denuncias contra la misma Keiko Fujimori y su esposo Mark Vito Villanella, tras revelarse que este último había hecho una compra de terrenos en Chilca por 617 329 dólares. En marzo de 2016, el fiscal Germán Juárez Atoche abrió una investigación preliminar a Keiko Fujimori y a su esposo.
El revelación del caso Odebrecht dio más pistas a la investigación por lavado de activos. El colaborador eficaz Jorge Barata, representante de Odebrecht en Perú, reveló que sostuvo reuniones con la excandidata presidencial Keiko Fujimori durante la campaña electoral del 2011. En mayo de 2017, Marcelo Odebrecht confirmó que entregó dinero a los principales candidatos presidenciales del 2011, entre ellos a la candidata fujimorista. Más tarde, la situación de Keiko se complicó cuando se reveló que en la agenda de Odebrecht había una nota con el nombre de la excandidata presidencial junto a un monto (el texto decía: «Aumentar Keiko para 500 e eu fazer visita»). Se dijo que la cifra aludía a 500 000 dólares y que era un aporte para su campaña electoral de 2011.
En septiembre de 2017 el fiscal de la Nación Pablo Sánchez ordenó que un solo fiscal titular se encargara de investigar todas las denuncias aparecidas contra Keiko y su partido, que quedaron bajo la competencia del subsistema especializado en delitos de lavado de activos y pérdida de dominio. El fiscal designado fue José Domingo Pérez, que en octubre del mismo año adecuó la investigación a la Ley de Crimen Organizado y amplió a 36 meses el plazo para la investigación.
En noviembre de 2017, los fiscales peruanos viajaron a Brasil, donde escucharon el testimonio de Marcelo Odebrecht de haber entregado dinero para la campaña de Keiko, aunque señalando que Barata era el único que podía confirmar el monto exacto. También reveló que las iniciales AG que aparecen en su agenda se referían al expresidente Alan García, quien estaba muy interesado que Odebrecht ganara la licitación del gaseoducto del Sur Peruano, entre otras obras.
Por entonces, el fujimorismo, a través de su entonces congresista Daniel Salaverry, planteó una denuncia constitucional contra el fiscal de la Nación Pablo Sánchez por supuestamente no haber iniciado las investigaciones contra varias empresas peruanas socias de Odebrecht, lo que, a su ver, contrastaba con el proceso abierto contra Keiko. Este acto fue interpretado como una represalia del fujimorismo por la investigación contra su lideresa y como un intento de coaccionar a la fiscalía violentando su autonomía.
El 7 de diciembre de 2017, el Poder Judicial autorizó el allanamiento y registro domiciliario de dos locales de Fuerza Popular, uno ubicado en Cercado de Lima y otro en Surco. Ello, debido a indicios que apuntaban a que el partido fujimorista tenía doble contabilidad o contabilidad paralela para ocultar los aportes de Odebrecht a la campaña electoral de Keiko. Los voceros del partido acusaron al fiscal Pablo Sánchez de estar tras el allanamiento, que habría sido en represalia por la denuncia constitucional entablada contra él.
Según diversos analistas, todo ello impulsó al fujimorismo a intentar tumbar la institucionalidad del país, con el fin de blindar a su lideresa Keiko. Por ello, habría promovido desde el Congreso el proceso de vacancia presidencial contra PPK, quien, no obstante, pudo superarla gracias a una facción del fujimorismo encabezada por Kenji Fujimori (los llamados avengers por los medios de comunicación), que se abstuvo a votar a favor de la misma. Ello ocurrió a fines de diciembre de 2017. En marzo de 2018, se promovió un segundo proceso de vacancia, pero antes de que se procediera a la votación en el Congreso, el presidente Kuczynski renunció tras revelarse los llamados kenjivideos.
El 28 de febrero de 2018, Barata reveló al equipo de la fiscalía peruana haber dado aporte de un 1 200 000 dólares a favor de la campaña electoral de Keiko en 2011, y que los intermediarios de esa entrega habían sido Jaime Yoshiyama Tanaka (entonces secretario general y jefe de campaña de Fuerza 2011), Augusto Bedoya Cámere (exministro fujimorista) y Ricardo Briceño (entonces presidente de la CONFIEP). Específicamente, se le habría dado 500 000 dólares a Yoshiyama y Bedoya durante la campaña de la primera vuelta, y otros 500 000 en la campaña de la segunda vuelta. Los 200 000 dólares restantes se habrían entregado a raíz de una reunión de empresarios convocada por Briceño, gremio que se orientaba por la candidatura fujimorista, temeroso de que ganara la presidencia el nacionalista de izquierda Ollanta Humala. Luego de esa revelación, la fiscalía de lavado de activos allanó las casas de Yoshiyama y Bedoya, e ingresó a la sede de la CONFIEP donde incautaron documentos.
En septiembre de 2018, el diario El Comercio de Lima dio cuenta de correos electrónicos encriptados que intercambiaron Jorge Barata, exjefe de Odebrecht en Perú, y Luiz Antonio Mameri, exlíder empresarial de la constructora para Latinoamérica y Angola, los cuales confirmarían los aportes de dinero ilegal a las campañas electorales de Ollanta Humala y Keiko Fujimori en 2011.
El 10 de octubre de 2018, el juez Richard Concepción Carhuancho, a pedido del fiscal José Domingo Pérez, ordenó la detención preliminar por diez días de Keiko Fujimori junto a otras 19 personas (entre ellas Jaime Yoshiyama y Augusto Bedoya), en el marco de las investigaciones por lavado de activos presuntamente ocurrido en la campaña electoral de 2011. Se justificó esta detención, aduciendo que había un grave peligro de fuga de parte de Keiko, sindicada de haber constituido una organización criminal en el interior de su partido. Meses atrás, se había revelado una grabación del caso CNM Audios, donde se escuchaba al juez supremo César Hinostroza coordinando con un tercero no identificado sobre una reunión con una «señora K… la fuerza número 1». Se trató de una alusión a Keiko y Fuerza Popular que habría estado buscando obtener favores en el proceso que se le seguía sobre lavado de activos. También se ordenó la detención preliminar de los asesores de Fuerza Popular, Ana Herz de Vega y Pier Figari Mendoza, orden que se cumplió mientras estos asistían a una marcha en favor de Keiko. Otros asesores personales de la lideresa fueron también detenidos y allanados sus domicilios.
Keiko y los demás detenidos apelaron ante la Segunda Sala de Apelaciones del Poder Judicial, que luego de oír los argumentos de las partes, anuló la detención preliminar, aduciendo que no había sido sustentada debidamente. Sin embargo, a los pocos días, el fiscal Pérez formalizó la investigación preparatoria y solicitó 36 meses de prisión preventiva para Keiko y otras 11 personas involucradas por presunto lavado de activos (entre ellas Jaime Yoshiyama, su sobrino Jorge Yoshiyama, Vicente Silva Checa, Augusto Bedoya, Ana Herz y Pier Figari), petición que fue evaluada por el mismo Concepción Carhuancho. Las audiencias se iniciaron el 19 de octubre. Keiko solicitó la recusación de este juez, acusándolo de falta de imparcialidad, pero el mismo juez le denegó el pedido.  El fiscal José Domingo Pérez dio una serie de argumentos para sustentar que en el seno de Fuerza Popular se había constituido una organización criminal.
En cuanto a la necesidad de aplicar la prisión preventiva, el fiscal argumentó la existencia del peligro de obstaculización al trabajo judicial de parte de la procesada, aprovechando su posición de líder política. Al respecto, mencionó como prueba una serie de chats de conversaciones privadas por Telegram (llamada La Botica) donde se lee a miembros de la bancada fujimorista del Congreso ponerse de acuerdo para desprestigiar al fiscal. Se sabe que dicho material fue proporcionado por uno de los testigos protegidos de la fiscalía, el congresista de Fuerza Popular, Rolando Reátegui. También el fiscal mencionó las maniobras de Keiko para dilatar el proceso y su interferencia en el sistema de justicia para obtener favores. Sobre estos hechos, uno de los testigos protegidos confirmó que la Señora K mencionada en uno de los CNM Audios era la misma Keiko, que buscaba obtener favores del juez Hinostroza en el Caso Cócteles. Otro sustento para la prisión preventiva fue el hallazgo en casa de Vicente Silva Checa, asesor de Keiko Fujimori y antiguo montesinista, de documentos relacionados con la Comisión Lava Jato del Congreso, así como apuntes de la estrategia legal de Fuerza Popular, indicios de que había un propósito desde la alta dirigencia de dicho partido para obstaculizar el desarrollo del proceso.
Luego de revisar el pedido de prisión preventiva contra Keiko Fujimori, el juez Concepción Carhuancho empezó a revisar el de las otras diez personas del entorno de Keiko. Se esperaba que diera su veredicto final al finalizar todas ellas, pero el 31 de octubre de 2018, cuando solo había evaluado la situación jurídica de cinco de ellas (Ana Herz, Pier Figari, Vicente Silva Checa, Jaime Yoshiyama, además de Keiko), decidió sorpresivamente dar su veredicto con respecto a Keiko Fujimori. Tras aceptar la tesis fiscal que le imputaba ser la cabeza de una presunta organización criminal al interior de su partido que lavó un millón de dólares entregados por Odebrecht en 2011, y considerando que existía un riesgo de que obstaculizara el proceso, el juez dictó 36 meses de prisión preventiva para Keiko Fujimori. Keiko fue recluida en el Penal Anexo de Mujeres en Chorrillos. 
En los días siguientes, el juez Concepción Carhuancho continuó evaluando la situación jurídica del resto de los implicados, contra los cuales ordenó también la prisión preventiva por 36 meses por presunto lavado de activos. Entre ellos, se encontraban Vicente Silva Checa, Pier Figari y Ana Herz, a quienes un testigo protegido de la fiscalía sindicó como las personas que, junto con Keiko, eran las que tomaban las más importantes decisiones del partido, los que los convertía en presuntos cabecillas de la organización criminal. A Augusto Bedoya se le dio solo impedimento de salida del país por 18 meses.
Un vuelco importante ocurrió cuando Jorge Yoshiyama Sasaki, otro de los 11 imputados, confesó que su tío Jaime Yoshiyama le había entregado 100 000 dólares para la campaña de Keiko de 2011, con el encargo de buscar aportantes falsos para justificar su origen (método del «pitufeo» o fraccionamiento de dinero). Dijo también que ignoraba que se trataba de dinero de Odebrecht. Hasta entonces, todos los imputados habían negado la existencia del «pitufeo»; con la confesión de Jorge Yoshiyama, la defensa se vio obligada a replantear su estrategia. Por haber aceptado los cargos en su contra y colaborado con la investigación, a Jorge Yoshiyama le dieron solo comparecencia restringida.
En cuanto a Jaime Yoshiyama, que se hallaba en Miami por un tratamiento médico ocular, se le dictó 36 meses de prisión preventiva y se dispuso activar su captura internacional a través de la Interpol. Aunque Yoshiyama había dicho que regresaría a Lima para asistir a las diligencias judiciales, no lo hizo, e incluso hizo una revelación que para muchos resultó increíble: que el aportante de la campaña fujimorista de 2011 fue en realidad Juan Rassmuss Echecopar, un empresario minero nacido en Perú pero afincado en Chile y que había muerto en 2016. Según la versión de Yoshiyama, Rassmuss había aportado más de un millón de dólares, tanto en la campaña de 2011 como en la de 2016, supuestamente porque deseaba que se mantuviera el modelo económico liberal vigente en Perú. Pero al no haber manera de corroborar lo dicho por Yoshiyama, muchos lo consideraron como una versión muy conveniente, al aludir a una persona ya muerta que no podía confirmarla o desmentirla.
Al existir muchos testigos protegidos que admitían que las decenas de supuestas donaciones de dinero para la campaña electoral de Keiko eran fraudulentas, el fiscal Pérez amplió la investigación y citó a 500 personas, para que respondieran si en realidad habían sido aportantes reales. Entre ellas estaban José Chlimper Ackerman, exsecretario de Fuerza Popular, y diversos empresarios (24 de noviembre de 2018).
En 2024, cuando el Ministerio Público solicitó la disolución del partido político, el Congreso de la República aprobó la exoneración de las organizaciones en investigación. La promulgación, firmada por Dina Boluarte, evitaría su disolución y posterior liquidación por el Poder Judicial.

### Pedido de declaratoria de ilegalidad
El 26 de marzo de 2025, la fiscal de la Nación, Delia Espinoza, ordenó el inicio de diligencias preliminares contra el partido político por presunta conducta antidemocrática. Esta acción responde a una solicitud de declaratoria de ilegalidad presentada por una ciudadana, que señala tres eventos específicos:
- Caso Cocteles: Investigación sobre presuntos aportes irregulares en las campañas presidenciales de 2011 y 2016.
- Mamanivideos: Escándalo relacionado con la difusión de videos que evidenciarían intentos de compra de votos en el Congreso.
- Alegaciones de fraude en las elecciones generales de 2021: Declaraciones y publicaciones en redes sociales de Keiko Fujimori, lideresa de Fuerza Popular, denunciando un supuesto fraude electoral.

La fiscal Espinoza encargó al fiscal adjunto supremo Dante Pimentel elaborar un informe sobre el estado actual de los dos primeros procesos y recopilar información sobre las declaraciones y publicaciones mencionadas.
El partido Fuerza Popular emitió un comunicado denunciando que la investigación fiscal busca su "desaparición" y exclusión de las elecciones de 2026. Luis Galarreta criticó la medida, afirmando que la fiscal de la Nación "pierde tiempo y plata" y que se requiere una reforma del Ministerio Público. La acción de la Fiscalía se anunció un día después de la convocatoria electoral, lo que el partido considera una amenaza al pluralismo político. Además, la investigación se fundamenta en el artículo 14 de la Ley de Organizaciones Políticas, que permite la disolución de un partido si se determina que atenta contra los principios democráticos.

## Resultados electorales

### Elecciones presidenciales
|  | 23.57 % |

|  | 48.55 % |

|  | 39.87 % |

|  | 49.88 % |

|  | 13.40 % |

|  | 49.87 % |

|  | 0.00 % |

### Elecciones parlamentarias
|  | 22.97 % |

|  | 36.34 % |

|  | 7.31 % |

|  | 11.34 % |

### Elecciones al Parlamento Andino
|  | 23.21 % |

|  | 38.09 % |

|  | 11.79 % |

### Elecciones regionales y municipales
| Año  | Gobiernos Regionales | Alcaldías Provinciales | Alcaldías Distritales |
| Año  | Representantes       | Representantes         | Representantes        |
| ---- | -------------------- | ---------------------- | --------------------- |
| 2010 | 0/25                 | 5/196                  | 52/1867               |
| 2014 | 3/25                 | 4/196                  | 79/1874               |
| 2018 | 0/25                 | 3/196                  | 46/1874               |
| 2022 | 0/25                 | 0/196                  | 3/1874                |